# Les Achards
Pour les articles homonymes, voir Achard.
Les Achards sont une commune nouvelle française qui résulte de la fusion — au 1er janvier 2017 — des communes de La Chapelle-Achard et de La Mothe-Achard, situées dans le département de la Vendée et la région des Pays de la Loire.
Les habitants sont les Achardais(es). 

## Géographie
Le territoire municipal des Achards s'étend sur 3 045 hectares. Les niveaux d'altitude de la commune nouvelle fluctuent entre 7 et 61 mètres.
La commune nouvelle regroupe les communes de La Chapelle-Achard et de La Mothe-Achard, qui deviennent des communes déléguées, le 1er janvier 2017. Son chef-lieu se situe à La Mothe-Achard.

### Localisation
Le chef-lieu de la commune nouvelle, La Mothe-Achard, se situe au centre et à l'ouest du département de la Vendée. L’altitude de la commune nouvelle varie entre 7 et 61 mètres.
L'Auzance est la limite nord de la commune tandis que le cours de la Vertonne marque sa limite sud.

### Communes limitrophes
Les communes limitrophes sont Saint-Georges-de-Pointindoux, Sainte-Flaive-des-Loups, Le Girouard, Grosbreuil, Sainte-Foy, Saint-Mathurin, Vairé et Saint-Julien-des-Landes.
| Saint-Julien-des-Landes | Saint-Georges-de-Pointindoux |                         |
| Vairé Saint-Mathurin    | Achards                      | Sainte-Flaive-des-Loups |
| Sainte-Foy              | Grosbreuil                   | Le Girouard             |

### Climat
Pour des articles plus généraux, voir Climat des Pays de la Loire et Climat de la Vendée.
En 2010, le climat de la commune est de type climat océanique franc, selon une étude du CNRS s'appuyant sur une série de données couvrant la période 1971-2000. En 2020, Météo-France publie une typologie des climats de la France métropolitaine dans laquelle la commune est exposée à un climat océanique et est dans la région climatique Bretagne orientale et méridionale, Pays nantais, Vendée, caractérisée par une faible pluviométrie en été et une bonne insolation.
Pour la période 1971-2000, la température annuelle moyenne est de 12,5 °C, avec une amplitude thermique annuelle de 13,5 °C. Le cumul annuel moyen de précipitations est de 821 mm, avec 12,4 jours de précipitations en janvier et 6,4 jours en juillet. Pour la période 1991-2020, la température moyenne annuelle observée sur la station météorologique installée sur la commune est de 12,8 °C et le cumul annuel moyen de précipitations est de 959,1 mm,. Pour l'avenir, les paramètres climatiques de la commune estimés pour 2050 selon différents scénarios d'émission de gaz à effet de serre sont consultables sur un site dédié publié par Météo-France en novembre 2022.
| Mois                                  | jan.             | fév.             | mars          | avril           | mai             | juin            | jui.            | août          | sep.           | oct.          | nov.            | déc.            | année      |
| ------------------------------------- | ---------------- | ---------------- | ------------- | --------------- | --------------- | --------------- | --------------- | ------------- | -------------- | ------------- | --------------- | --------------- | ---------- |
| Température minimale moyenne (°C)     | 3,8              | 3,4              | 5             | 6,6             | 9,9             | 12,7            | 14,2            | 14,2          | 11,9           | 10,1          | 6,6             | 4,2             | 8,5        |
| Température moyenne (°C)              | 6,6              | 6,9              | 9,1           | 11,2            | 14,7            | 17,9            | 19,6            | 19,7          | 17,2           | 14            | 9,8             | 7,2             | 12,8       |
| Température maximale moyenne (°C)     | 9,4              | 10,4             | 13,3          | 15,8            | 19,5            | 23              | 25,1            | 25,2          | 22,4           | 17,8          | 13              | 10,1            | 17,1       |
| Record de froid (°C) date du record   | −13,2 16.01.1985 | −12,5 15.02.1956 | −9,6 01.03.05 | −3,5 30.04.1945 | −2,5 03.05.1945 | 0,7 05.06.1953  | 5 08.07.1954    | 5 29.08.1989  | 1,8 16.09.1955 | −4 29.10.1947 | −7,5 26.11.1955 | −12 21.12.1946  | −13,2 1985 |
| Record de chaleur (°C) date du record | 16,1 16.01.1996  | 21,1 14.02.1998  | 25,1 19.03.05 | 28,5 18.04.1945 | 34,8 30.05.1947 | 39,8 26.06.1943 | 41,2 12.07.1949 | 39,6 10.08.03 | 34,8 03.09.05  | 29,9 09.10.23 | 21,3 01.11.15   | 17,7 04.12.1953 | 41,2 1949  |
| Précipitations (mm)                   | 105              | 77,4             | 68,8          | 71,2            | 61,6            | 44,5            | 50,3            | 59,2          | 81,8           | 106,6         | 118,7           | 114             | 959,1      |

### Voies de communication et transports
Les Achards sont desservis par une gare ferroviaire de la SNCF, la gare de la Mothe-Achard. Cette gare fait partie de la ligne des Sables-d'Olonne à Tours, entre la gare des Sables-d'Olonne et celle de La Roche-sur-Yon. Elle est d'ailleurs desservie par les lignes 8 (de Nantes aux Sables-d’Olonne) et 14 (des Sables-d'Olonne à Saumur) du réseau TER Pays de la Loire.
Les Achards sont traversés la D 160, une voie rapide prolongeant l'A87.

## Urbanisme

### Typologie
Au 1er janvier 2024, Les Achards est catégorisée bourg rural, selon la nouvelle grille communale de densité à sept niveaux définie par l'Insee en 2022.
Elle appartient à l'unité urbaine de Les Achards, une unité urbaine monocommunale constituant une ville isolée,. Par ailleurs la commune fait partie de l'aire d'attraction de La Roche-sur-Yon, dont elle est une commune de la couronne,. Cette aire, qui regroupe 45 communes, est catégorisée dans les aires de 50 000 à moins de 200 000 habitants,.

## Histoire
Un premier projet de fusion entre plusieurs communes du Pays-des-Achards est esquissé au printemps 2015. En effet, alors que les débats sur le projet de loi portant nouvelle organisation territoriale de la République (Notre) portent sur une élévation du seuil des 20 000 habitants pour les intercommunalités à fiscalité propre, les élus de la communauté de communes réfléchissent à la création d’une commune nouvelle avant le 1er janvier 2017, en anticipant la fusion du territoire (19 401 habitants en 2012) avec le Talmondais et le Pays-Moutierrois. Toutefois, la commune nouvelle et son périmètre de six communes — La Chapelle-Achard, La Chapelle-Hermier, La Mothe-Achard, Martinet, Saint-Georges-de-Pointindoux et Saint-Julien-des-Landes — sont remis en cause à l’automne après l’adoption de la loi Notre, alors qu’une fusion de la communauté de communes du Pays-des-Achards avec d’autres n’est plus obligatoire.
Néanmoins, les trois municipalités à l’origine du premier projet de fusion, c’est-à-dire La Chapelle-Achard, La Mothe-Achard et Saint-Georges-de-Pointindoux, songent de nouveau à une commune nouvelle au printemps 2016. En septembre, la fusion est actée, mais sans la commune de Saint-Georges-de-Pointindoux,. Le 30 septembre 2016, l’arrêté portant création de la commune au 1er janvier 2017 est officiellement signé par le préfet de la Vendée et par Estelle Grelier, secrétaire d’État chargée des Collectivités territoriales, présente pour l’occasion à La Chapelle-Achard,.
| Nom                     | Code Insee | Intercommunalité | Superficie (km2) | Population (dernière pop. légale) | Densité (hab./km2) |
| ----------------------- | ---------- | ---------------- | ---------------- | --------------------------------- | ------------------ |
| La Mothe-Achard (siège) | 85152      |                  | 8,61             | 2 940 (2015)                      | 341                |
| La Chapelle-Achard      | 85052      |                  | 21,84            | 1 985 (2015)                      | 91                 |

Le 2 juin 2018, le « mariage » des anciennes communes est célébré par le maire avec des représentants des associations — le comité des fêtes Anim’Achard (issu du rapprochement du comité d’animation de La Chapelle-Achard et de La Mothaise) — et des élus du conseil municipal. Les associations d’entreprises (Achard Entreprise et Dynamique des Achards) et d’autres personnalités ont fait office de témoins.
Le statut de commune déléguée est supprimé à compter du 1er janvier 2024.

## Politique et administration

### Liste des maires
| Période                                  | Période     | Identité         | Étiquette | Qualité                                                                               |
| ---------------------------------------- | ----------- | ---------------- | --------- | ------------------------------------------------------------------------------------- |
| 2 janvier 2017                           | 25 mai 2020 | Daniel Gracineau | DVD       | Chef d'entreprise Maire délégué de la Mothe-Achard (2017)                             |
| 25 mai 2020                              | En cours    | Michel Valla     | DVD       | Retraité de l'enseignement professionnel Maire délégué de la Mothe-Achard (2017-2020) |
| Les données manquantes sont à compléter. |             |                  |           |                                                                                       |

## Population et société

### Démographie
Les habitants de la commune sont appelés les Achardais.
L'évolution du nombre d'habitants est connue à travers les recensements de la population effectués dans la commune depuis sa création.

En 2022, la commune comptait 5 451 habitants, en évolution de +9 % par rapport à 2016 (Vendée : +5,33 %, France hors Mayotte : +2,11 %).
| 2015  | 2016  | 2021  | 2022  |
| ----- | ----- | ----- | ----- |
| 4 925 | 5 001 | 5 391 | 5 451 |

## Économie
Précédemment partagée entre les deux anciennes communes, la zone d’activités des Achards regroupe plusieurs entreprises autour de la route départementale 160. Les principaux employeurs sont PRB (Produits de revêtements du bâtiment, cimenterie connue pour être un sponsor récurrent du Vendée Globe) et La Fournée dorée (boulangerie industrielle). Selon l'association Achard Entreprises (regroupant les employeurs installés dans la zone), cet espace de 145 hectares regrouperait 80 entreprises et 2 200 emplois.

## Culture locale et patrimoine
- Église Saint-Jacques de La Mothe-Achard
- Église Notre-Dame-de-l'Annonciation de La Chapelle-Achard